# Indie pop
L'indie pop è un genere musicale di indie rock e musica pop nato nel Regno Unito verso la metà degli anni ottanta, contemporaneamente all'esplosione del movimento post punk (ma comunque ispirato dall'etica DIY del punk '77), che sta ad identificare un indie rock più melodico, meno rumoroso e con una maggiore enfasi sulle armonie, gli arrangiamenti e i testi.
Mentre il termine indie era stato già usato in precedenza per descrivere quegli artisti solitamente rappresentativi di una cultura underground la cui musica veniva autoprodotta oppure supportata da etichette discografiche indipendenti, il momento chiave per la nascita del genere può esser fatto sicuramente coincidere con l'uscita della C86, una compilation distribuita dalla rivista NME nel 1986 che includeva le band più interessanti della scena pop indipendente britannica.

## Storia

### Le radici: le prime band
L'indie pop affonda le sue radici negli anni dell'esplosione del movimento post-punk fatto di fanzine fotocopiate (titoli come: Are You Scared To Get Happy?, Baby Honey, Rox, Simply Thrilled, Pure Popcorn, Hungry Beat!) e di piccoli negozi di dischi di proprietà delle stesse etichette indipendenti, oltre che, musicalmente, in quelle band della scena scozzese (Orange Juice, Aztec Camera, The Fire Engines e Josef K) che, a inizio degli anni ottanta, attraverso etichette come la Postcard Records di Glasgow e altre labels significative quali Creation, Sarah Records o la Rough Trade Records di Londra, diedero un'impronta significativa alla nascente scena musicale britannica.
La pubblicazione da parte della rivista Record Business, il 19 gennaio 1980, della prima classifica di album e singoli indipendenti e la successiva adozione di simili classifiche dal resto della stampa musicale inglese fecero poi da ulteriore volano al genere, tanto che il settimanale New Musical Express fece pubblicare in allegato a un suo numero una raccolta (su audiocassetta) intitolata C81 e comprendente vari gruppi post-punk britannici.

### La nascita del genere: la C86
Mentre il termine indie era già stato utilizzato in precedenza per descrivere quegli artisti solitamente rappresentativi di una cultura underground la cui musica veniva autoprodotta oppure supportata da etichette discografiche indipendenti, il momento chiave per la nascita del genere può esser fatto sicuramente coincidere con l'uscita della C86, una compilation (su cassetta) distribuita dalla rivista NME nel 1986, cinque anni dopo C81, che includeva le band più interessanti della scena pop indipendente britannica come Primal Scream, The Pastels, e The Shop Assistants.
Considerata come il punto d'origine dell'indie pop nel Regno Unito, da quella uscita il termine C86 rapidamente evolse in una scorciatoia per indicare la nascente scena musicale britannica, anche se il collegamento tra il genere e la cassetta C86 è spesso messo in discussione dai giornalisti e dalle band che ne hanno preso parte. Lo stesso NME, tramite una delle sue penne più note, il giornalista Everett True, sosteneva la scindibilità tra le due cose ("Il C86 non esiste come sound, o uno stile. Ho trovato strano, ai confini del surreale, che la gente lo abbia usato per descriverne gli esponenti").
Geoff Taylor, leader degli Age of Chance, concorda sul fatto che anche le stesse band non si siano "mai considerate come parte di questa scena. Non sono sicuro che il pubblico ne abbia una, ad essere onesti. Noi siamo una band indipendente come tante altre".Nicky Wire, bassista dei Manic Street Preachers, ricorda che la coerenza del genere vi fu solo grazie all'indipendenza delle band: "La gente fa tutto per sé: si registra da sola, produce l'artwork, mixa le tracce insieme, le pubblica e le invia a chi vuole, e si scrive da sé le fanzine poiché la stampa musicale se ne dimentica facilmente."

### Dagli anni novanta in poi
Il NME ha poi continuato la tradizione di pubblicare altre compilation con nuove band e, nel 1996, è stata (stavolta in CD) la volta di C96, che però ha avuto un impatto limitato nei confronti del pubblico e con poche band (Mogwai, The Delgados, Babybird e Urusei Yatsura a riscuotere un certo successo.
In occasione del 20º anniversario dall'uscita della compilation C86, nel 2006, la Sanctuary Records ha pubblicato un doppio CD (dal titolo CD86) con 48 brani che celebrano la nascita dell'indie pop. Compilata da Bob Stanley dei Saint Etienne, la raccolta presenta alcune delle band chiave della scena, quali Primal Scream, The Primitives, Half Buscuit Half Man, BMX Bandits.
Nel 2004, invece, la Rough Trade ha pubblicato la raccolta Indiepop Vol 1 , che ripercorre l'evoluzione del genere nel Regno Unito, sia prima che dopo il 1986. Attualmente, il lavoro di etichette come Matinee, Shelflife Records, Siesta e di comunità del web come Indiepages, Twee.net e Indie-MP3: Keeping C86 Alive, tuttora promuovono artisti d'ispirazione indie pop.

## Le altre scene

### Stati Uniti
Nel suo libro Time Travel, lo storico della musica pop Jon Savage fa risalire le origini dell'indie pop americano all'omonimo terzo album dei Velvet Underground, gruppo seminale nato alla fine degli anni sessanta, spesso e volentieri citato come progenio ispiratore di molteplici scene e generi.
Velvet Underground a parte, negli Stati Uniti la scena indie pop trovò la sua declinazione nel fenomeno del Jangle pop, che ebbe il massimo sviluppo tra il 1984 ed il 1987 con il revival delle melodie pop degli anni sessanta e delle sonorità cosiddette jingle-jangle, stile chitarristico tipico di band come Byrds, caratterizzato dal suono tintinnante della Rickenbacker (a 12 corde) del suo leader Roger McGuinn.
Altra trasposizione americana del verbo indie pop è quella psichedelica del Paisley Underground: termine coniato da Michael Quercio dei Three O'Clock che, a metà degli anni 1980, identificava la corrispettiva scena di Los Angeles di band quali Rain Parade, The Dream Syndicate Three O'Clock, Green on Red, Mazzy Star, Opal e The Long Ryders. Genere che incorpora ricche armonie vocali e di chitarra e che paga (anche qui) un debito particolare ai Byrds, ma che più in generale fa riferimento al pop della West Coast dei Beach Boys.
Sempre a inizio anni ottanta, a Olympia, nasce l'etichetta K Records (Beat Happening, Modest Mouse, The Go! Team, Built to Spill e molte altre band) fondata da Calvin Johnson nel 1982 e che, con il motto di "far esplodere la gioventù underground in un'appassionata rivolta contro le aziende/orco", diventa così un elemento influente nella battaglia anti-corporate della musica indipendente e della cultura underground e punk rock del DIY e ispirazione per molte altre etichette che nacquero negli anni a venire, tra cui Bus Stop (Champaign-Urbana, Illinois, nel 1987), Picturebook (Barrington, Illinois, nel 1987), Harriet (Cambridge, Massachusetts, nel 1989) e Slumberland (Silver Spring, Maryland, nel 1989).

### Svezia
All'inizio degli anni 2000, la Svezia vide il fiorire di una scena musicale indie pop che, grazie al lavoro di etichette come la Labrador Records e band quali The Cardigans, A Camp (progetto solista di Nina Persson), The Knife, The Concretes, Acid House Kings, Radjoteatern, Peter Bjorn and John, Sally Shapiro ed il folk singer di origine argentina José González, vide per la prima volta degli artisti svedesi raggiungere le vette nella UK Single Chart, la classifica dei singoli più venduti nel Regno Unito..

### Nuova Zelanda
Tra le scene mondiali più significative c'è sicuramente anche quella neozelandese che, sempre nei primi anni 1980, vide la nascita del Sound Dunedin, uno stile musicale creato nel città universitaria di Dunedin, nel sud del paese, e caratterizzato da chitarre jingle-jangle, linee di basso e percussioni minimali e tastiere spesso prevalenti.
Etichetta chiave è la Flying Nun Records, con i suoi artisti di spicco: The Bats, The Chills e The Clean.

### Canada
Dalla metà degli anni 2000 un gran numero di band indipendenti canadesi ha guadagnato notorietà in patria e all'estero. Band come Broken Social Scene, Metric, Cowboy Junkies, The New Pornographers e soprattutto quelle provenienti dalla scena musicale di Montréal che ha dato luogo a musicisti e gruppi come Tegan and Sara, Arcade Fire, Stars il cui stile musicale è stato descritto come "beautiful, eloquent indie pop", caratterizzato da arrangiamenti, testi e linee vocali morbide e mai banali.

### Italia
L'esplosione dell'indie pop in Italia è avvenuta nella seconda parte degli anni 2000; i principali artisti che sono emersi in questo periodo sono Bugo, Baustelle, Brunori Sas, Dente, gli Ex-Otago e Le luci della centrale elettrica. Negli anni 2010 il genere ha subito un'ulteriore evoluzione, che la stampa specializzata ha definito Itpop. Il sorprendente album d'esordio de I Cani, pubblicato nel 2011 dall'omonimo progetto del cantautore romano Niccolò Contessa, è considerato lo spartiacque tra le due correnti. Tra gli artisti emersi dagli anni 2010 si ricordano Fulminacci, Gazzelle, Calcutta, Maria Antonietta, Coma_Cose, Levante e i Pinguini Tattici Nucleari.